# مونتا
مونتا (به ایتالیایی: Montà) یک کومونه در ایتالیا است که در استان کونیو واقع شده‌است.

## خصوصیات
مونتا ۲۶٫۷ کیلومترمربع مساحت و ۴٬۴۴۵ نفر جمعیت دارد و ۳۱۶ متر بالاتر از سطح دریا واقع شده‌است.